# Martin Mooij
Martin Mooij (Rotterdam, 1 september 1930 – aldaar, 12 augustus 2014) was een Nederlands schrijver, vertaler, recensent en bestuurder. Hij is vooral bekend als medeoprichter van Poetry International, waarvan hij de eerste 25 jaar ook directeur was.

## Levensloop

### Jeugd, opleiding en eerste werkervaring
Mooij was geboren en getogen in Rotterdam in een socialistisch actief arbeidersgezin. Na de volksschool en de opleiding voor kantoor en handel aan de ulo ging hij naar de middelbare handelsschool.
Mooij begon bij W.L. & J. Brusse's Uitgeversmaatschappij, waar hij de administratie verzorgde voor het tijdschrift Goed Wonen. Begin jaren 1950 kwam hij hierdoor in contact met kunstenaars van de 'Venstergroep', zoals Wally Elenbaas, Gust Romijn en Piet Roovers. Hij raakte in die tijd onder de indruk van het anarchistische gedachtegoed. Bij het socialistische weekblad de Vlam raakte bij onder Jef Last meer betrokken bij het redactionele werk. Hij schreef zijn eerste poëzie, begon met het vertalen van Duitse proza, en schreef zijn eerste stukjes in NRC Handelsblad.
In de jaren 1960 werkte Mooij telkens enige tijd bij de Raad van de Arbeid, uitgeverijen, scheepvaartmaatschappijen, het Nederlands taleninstituut, in de industrie bij Electrostoom, in een boekhandel en tot slot bij De Arbeiderspers.

### Poetry international en schrijven
In 1968 begon Mooij bij de Rotterdamse Kunststichting als hoofd van de afdeling letteren. Met de toenmalige nieuwe directeur Adriaan van der Staay namen ze in 1968 het initiatief tot Poetry International. Bij een gezamenlijke bezoek aan een vergelijkbaar Poetry International Festival in Londen hadden beide de benodigde inspiratie en contacten opgedaan, waarmee ze in Rotterdam een vergelijkbaar initiatief opzette. Na de oprichting bleef Mooij aan als festivaldirecteur, totdat Tatjana Daan hem in 1995 in deze functie opvolgde.
In de begin jaren 1970 wist Mooij met het Poetry International festival nationaal en internationaal aanzien te verwerven. Het werd een podium voor literaire kopstukken als Remco Campert, Jules Deelder en Rutger Kopland. Daarnaast wist hij internationale sterren naar Rotterdam te halen, zoals  Breyten Breytenbach, en Joseph Brodsky en Nobelprijswinnaars als Zbigniew Herbert, Pablo Neruda en Seamus Heaney.
Mooij schreef en stelde verder diverse werken samen, zoals  "100 dichters uit 15 jaar Poetry International," en een bloemlezing met moderne proza uit de Bondsrepubliek "Als de dagen van het jaar." Ook schreef hij samen met de politicus Wim Meijer het boek De prijs van de toekomst. Gesprekken over de toekomst van de sociaal-democratie. Samen met Aad G. Put schreef hij ook een monografie over Jef Last en een monografie over Adriaan van der Veen.

## Prijzen
In 1981 werd Mooij onderscheiden met de literaire Laurens Janszoon Costerprijs. In 1990 ontving hij de Rotterdamse cultuurprijs, de Laurenspenning, en in 1997 de Wolfert van Borselenpenning.

## Publicaties, een selectie
- Martin Mooij en Johan Gerritsen. Dichters in tachtig. Programmaboekje Poetry international 1980. Rotterdam, Rotterdamse Kunststichting, 1980.
- Martin van Amerongen, Martin Mooij, Bert Schierbeek. Asiel: vluchtelingen in Nederland : vraaggesprekken en gedichten, 1983.
- Martin Mooij. Woorden in vrijheid: Nederlandse en Vlaamse dichters op Poetry International. 1990, p. 171
- Martin Mooij. De menselijke stem: 25 jaar Poetry International : Sphinx Cultuurprijs 1994 voor Martin Mooij. Walburg Instituut, 1994.